# ジェームズ・コーソン
ジェームズ・コーソン（James Hunt "Jim" Corson、1906年1月14日 - 1981年11月12日）は、アメリカ合衆国の陸上競技選手である。彼は、1928年に開催されたアムステルダムオリンピックの円盤投で銅メダルを獲得した。

## 経歴
パシフィック大学の学生だったコーソンは、アムステルダムオリンピックの円盤投競技アメリカ国内最終予選で3位となり、アメリカ代表の座を勝ち取った。
アムステルダムオリンピックの円盤投競技は、1928年8月1日に実施された。競技には19の国から34人の選手が出場し、予選上位の6人が同日の決勝に進んだ。コーソンは予選の2投目で47メートル00のオリンピック新記録を出し、2番目の成績で決勝に挑むことになった。決勝では3投目で47メートル10センチと生涯最高となる記録を出したものの、同じくアメリカ代表のクラレンス・ハウザーとフィンランド代表のアンテロ・キヴィの記録を上回ることができず、銅メダリストとなった。
その他の主要な競技会では、1927年のNCAAの円盤投で優勝した経験がある。
パシフィック大学卒業後、南カリフォルニア大学で修士号を獲得した。その後パシフィック大学に戻って、陸上競技とフットボールのコーチを務めた。1972年から1973年にかけて、ウィラメット大学の学長代理に就任した。なお、パシフィック大学とウィラメット大学の双方から、名誉博士号を授与されている。